# Refúgio de Vida Silvestre do Rio dos Frades
O Refúgio de Vida Silvestre do Rio dos Frades é uma unidade de conservação federal do Brasil categorizada como refúgio de vida silvestre e criada por Decreto Presidencial em 21 de dezembro de 2007 numa área de 898,67 hectares no município de Porto Seguro, estado da Bahia.